# MullMuzzler 2
MullMuzzler 2 (ook bekend als James LaBrie's MullMuzzler 2) is het tweede album van de band MullMuzzler.

## Nummers
1. "Afterlife" - 5:21
2. "Venice Burning" - 6:26
3. "Confronting the Devil" - 6:20
4. "Falling" - 3:52
5. "Stranger" - 6:32
6. "A Simple Man" - 5:20
7. "Save Me" - 4:11
8. "Believe" - 5:00
9. "Listening" - 4:14
10. "Tell Me" - 5:14

## Trivia
Het album werd tegelijk uitgebracht met het album en de dvd Live Scenes From New York van Dream Theater, de band waarin James LaBrie de zanger is.